# Чуваева, Ольга Александровна
Ольга Александровна Чуваева (род. 7 апреля 1930) — советская и российская актриса, заслуженная артистка РСФСР (1974).

## Биография
Родилась 7 апреля 1930 года.
В 1956 году она окончила ВТУ имени М. С. Щепкина и была приглашена в труппу Государственного академического Малого театра. Одной из первых её работ стала Анисья во «Власти тьмы» Льва Толстого.

## Творчество
За более чем 60 лет работы в Малом театре Ольга Чуваева исполнила более 60 ролей, в их числе такие как Лиза («Васса Железнова» М. Горького), Наталья Дмитриевна («Горе от ума» А. С. Грибоедова), Любовь Яровая в одноимённой пьесе К. Тренёва, фру Вильтон («Господин Боркман» Г. Ибсена), Софья Марковна («Старик» М. Горького), Глафира («Достигаев и другие» М. Горького), Волохова («Царь Фёдор Иоаннович» А. К. Толстого), Анна Андреевна («Ревизор» Н. В. Гоголя), госпожа Журден («Мещанин во дворянстве» Ж. Б. Мольера) и другие.
Кроме этих работ, Ольга Чуваева появилась в спектакле «Снежная королева» Е. Шварца, «Царь Борис» А. К. Толстого и других.
Своё 95-летие встретила, будучи действующей актрисой Малого театра: после юбилея, меньше чем неделю спустя, она сыграла роль Степаниды в спектакле по пьесе Александра Островского «Светит, да не греет».

## Награды
- Орден «За заслуги в культуре и искусстве» (15 июля 2022 года) — за большой вклад в развитие отечественной культуры и искусства, многолетнюю плодотворную деятельность[3].
- Орден Почёта (25 октября 2005 года) — за заслуги в области культуры и искусства и многолетнюю плодотворную работу[4].
- Орден Дружбы (25 октября 1999 года) — за большой вклад в развитие отечественной театральной культуры и в связи со 175-летием Государственного академического Малого театра России[5].
- Заслуженный артист РСФСР (4 ноября 1974 года).